# OR51Q1
OR51Q1 (англ. Olfactory receptor family 51 subfamily Q member 1 (gene/pseudogene)) – білок, який кодується однойменним геном, розташованим у людей на короткому плечі 11-ї хромосоми. Довжина поліпептидного ланцюга білка становить 317 амінокислот, а молекулярна маса — 35 747.
| 10         |  | 20         |  | 30         |  | 40         |  | 50         |
| ---------- |  | ---------- |  | ---------- |  | ---------- |  | ---------- |
| MSQVTNTTQE |  | GIYFILTDIP |  | GFEASHIWIS |  | IPVCCLYTIS |  | IMGNTTILTV |
| IRTEPSVHQR |  | MYLFLSMLAL |  | TDLGLTLTTL |  | PTVMQLLWFN |  | VRRISSEACF |
| AQFFFLHGFS |  | FMESSVLLAM |  | SVDCYVAICC |  | PLHYASILTN |  | EVIGRTGLAI |
| ICCCVLAVLP |  | SLFLLKRLPF |  | CHSHLLSRSY |  | CLHQDMIRLV |  | CADIRLNSWY |
| GFALALLIII |  | VDPLLIVISY |  | TLILKNILGT |  | ATWAERLRAL |  | NNCLSHILAV |
| LVLYIPMVGV |  | SMTHRFAKHA |  | SPLVHVIMAN |  | IYLLAPPVMN |  | PIIYSVKNKQ |
| IQWGMLNFLS |  | LKNMHSR    |  |            |  |            |  |            |

A: Аланін

C: Цистеїн

D: Аспарагінова кислота

E: Глутамінова кислота

F: Фенілаланін

G: Гліцин

H: Гістидин

I: Ізолейцин

K: Лізин

L: Лейцин

M: Метіонін

N: Аспарагін

P: Пролін

Q: Глутамін

R: Аргінін

S: Серин

T: Треонін

V: Валін

W: Триптофан

Кодований геном білок за функціями належить до рецепторів, g-білокспряжених рецепторів, білків внутрішньоклітинного сигналінгу. 
Локалізований у клітинній мембрані.